# Tore Larsson
Tore Larsson, född 12 maj 1919 i Gustav Vasa församling, Stockholm, död 10 februari 1995 i Hedvig Eleonora församling, Stockholm, var en svensk affärsman.
Larsson var känd som ägare och uppfödare av travhästar, bland annat det framgångsrika stot Queen L. Han var sonson till riksdagsmannen Alfred Ohlsson och halvbror till skådespelerskan Marrit Ohlsson.